# Diospyros fenal
Diospyros fenal är en tvåhjärtbladig växtart som beskrevs av B. Walln. Diospyros fenal ingår i släktet Diospyros och familjen Ebenaceae. Inga underarter finns listade i Catalogue of Life.